# عبدالفتاح اسماعیل الجوفی
عبدالفتاح اسماعیل علی الجوفی (عربی: عبد الفتاح إسماعيل علي الجوفي، آوانگاری: ʿAbd al-Fattāḥ Ismāʿīl؛ زاده: ۱۷ ژوئیه ۱۹۳۹ – درگذشته: ۱۳ ژانویه ۱۹۸۶) از ۲۱ دسامبر سال ۱۹۷۸ تا ۱۹۸۰، رئیس ستاد شورای عالی مردم، رئیس دولت یمن، بنیان‌گذار و نظریه‌پرداز و نخستین رهبر حزب سوسیالیست یمن بود. وی در تاریخ ۱۳ ژانویه ۱۹۸۶ همراه با سه نفر دیگر به بهانه توطئه برای سرنگونی رژیم علی ناصر محمد بدون محاکمه اعدام شد.

## زندگی‌نامه

### اوایل دوران زندگی
عبدالفتاح اسماعیل در ژوئیه ۱۹۳۹ در روستای الأشعب از استان تعز در شمال یمن متولد شد. او در عدن تحصیل کرد، جایی که بعداً از سال ۱۹۵۷ تا ۱۹۶۱ به عنوان آموزگار در یک پالایشگاه نفت کار کرد.

### فعالیت‌ها
عبدالفتاح به ایجاد جنبش ملی‌گرای عرب در جنوب یمن کمک کرد و در تشکیل تعدادی از هسته‌های آن کمک کرد تا زمانی که توسط مقامات انگلیس در عدن به اتهام تحریک سیاسی کارگران دستگیر شد.
در سال ۱۹۶۱، عبدالفتاح معلم مدرسه‌ای در یکی از محله‌های عدن شد و در آن زمان فعالیت سیاسی خود را دنبال می‌کرد. او یکی از بنیان‌گذاران جبهه آزادیبخش ملی است. در ۱۴ اکتبر سال ۱۹۶۳، پس از آزادسازی جنوب یمن توسط جبهه ملی نجات، به‌طور کامل درگیر کارهای انقلابی شد و به فرماندهی جناح نظامی جبهه آزادیبخش ملی به نام فدائیان درآمد. او سپس به عنوان عضو کمیته اجرایی در جلسات اول، دوم و سوم (۱۹۶۵–۱۹۶۷) انتخاب شد.

### مناصب
یمن جنوبی در سال ۱۹۶۷ به استقلال دست یافت و عبدالفتاح اسماعیل، به عنوان وزیر فرهنگ و وحدت یمن، انتخاب شد.

### تبعید
در جلسه چهارم جبهه آزادیبخش ملی، او نقش مهمی در تعیین خط گام به گام انقلاب ایفا کرد. در مارس ۱۹۶۸، توسط جناح راست جبهه آزادیبخش ملی دستگیر و تبعید شد. او در تبعید برنامه جبهه آزادیبخش ملی بیانیه چپگرا را تدوین کرد؛ و رهبری و ارتقاء جناح چپ جبهه آزادیبخش ملی را به عهده گرفت و در ۲۲ ژوئن ۱۹۶۹ به عنوان یک گام اصلاحی قدرت را باز پس گرفت.

### جبهه ملی آزادیبخش
بعد از این گام اصلاحی، عبدالفتاح اسماعیل به عنوان دبیرکل کمیته مرکزی جبهه ملی آزادیبخش و عضو ریاست شورای عالی مردم انتخاب شد. در سال ۱۹۷۰، او به عنوان رئیس کمیته اجرایی مجلس انتخاب شد. نقش مهمی در برقراری گفتگوی بین جبهه آزادیبخش ملی و سایر احزاب چپ در جنوب یمن ایفا کرد. این حرکت منجر به تشکیل حزب سوسیالیست یمن شد؛ و در اکتبر ۱۹۷۸ در اولین نشست حزب سوسیالیست یمن به عنوان اولین دبیرکل حزب انتخاب شد.

### بحران
او در سال ۱۹۸۰ از همه مناصبش به دلایل پزشکی استعفا داد؛ و علی ناصر محمد جایگزین وی شد با این حال، او قبل از رفتن به مسکو برای درمان پزشکی به ریاست حزب منصوب شد. او در سال ۱۹۸۵ برای مقابله با بحران در حال افزایش بین علی ناصر محمد و رقیب حزب سوسیالیست به یمن بازگشت.
در اکتبر ۱۹۸۵، او به عنوان دبیرکل کمیته مرکزی دفتر سیاسی حزب سوسیالیست یمن انتخاب شد. اما بحران در تاریخ ۱۳ ژانویه ۱۹۸۶ فوران کرد و نزاع بین طرفداران علی ناصر محمد و مخالفانش تبدیل به یک درگیری خونین خشونت‌آمیز در عدن شد. درگیری بیش از یک ماه ادامه داشت و هزاران تلفات را به همراه داشت.

## درگذشت
پنج سال پس از بازگشت عبدالفتاح اسماعیل، به شهرستان عدن، درگیری شدیدی بین علی ناصر محمد از یکطرف، که به انحصار قدرت متهم شده بود، با علی عنتر که اتحاد خود را با عبدالفتاح اسماعیل علیه علی ناصر محمد اعلام کرده بود در جریان بود، به ویژه که عذر وی از پست وزارت دفاع خواسته شده بود. عبدالفتاح پس از بازگشت خود به عنوان دبیر اداره عمومی حزب سوسیالیست یمن منصوب شد، اما درگیری بین دوطرف تشدید شد و در ۱۳ ژانویه ۱۹۸۶ به اوج خود رسید، درخلال برگزاری جلسه دفتر سیاسی در شهر عدن، قدیمی‌ترین محافظ علی ناصر محمد اقدام به تیراندازی به سمت اعضای دفتر سیاسی کرد، عبدالفتاح اسماعیل از این حادثه جان سالم بدر برد. خانه او بعداً توسط توپخانه سنگین بمباران شد، اما سرنوشت او ناشناخته باقی ماند. تحقیقاتی در مورد سرنوشت او صورت گرفت و گزارش حاکی بود که او در یک زره پوش در نزدیکی فرماندهی نیروی دریایی در کمین افتاده بود و پس از به آتش کشیده زرهی وی در آن سوخته بود، اما این گزارش شواهدی نداشت.

## تالیفات
- ستاره ای دریا را رهبری می‌کند، دیوان شعر
- مرحله انقلاب دمکراتیک
- فرهنگ ملی